# 里尔自然史博物馆

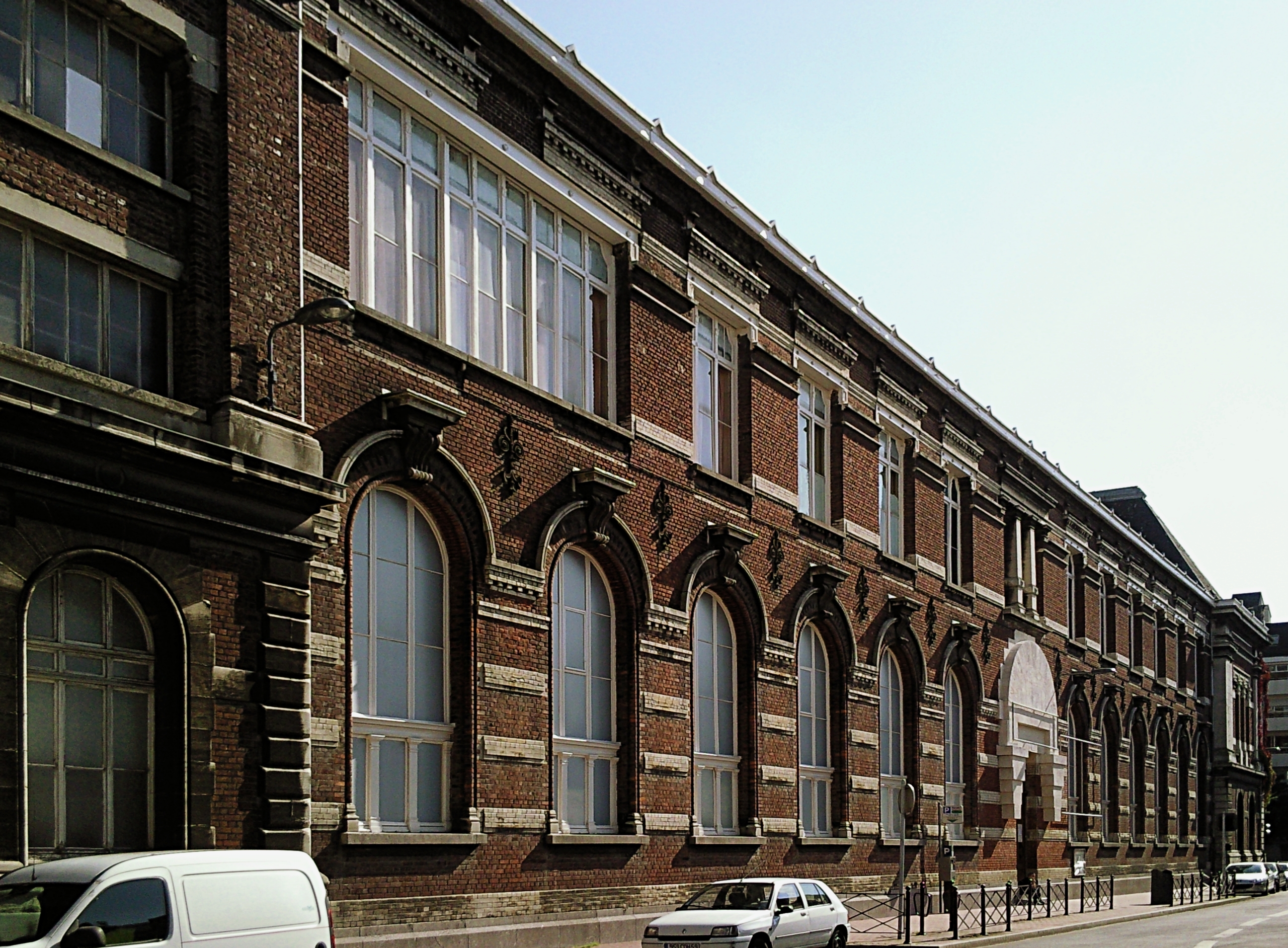
里尔自然史博物馆

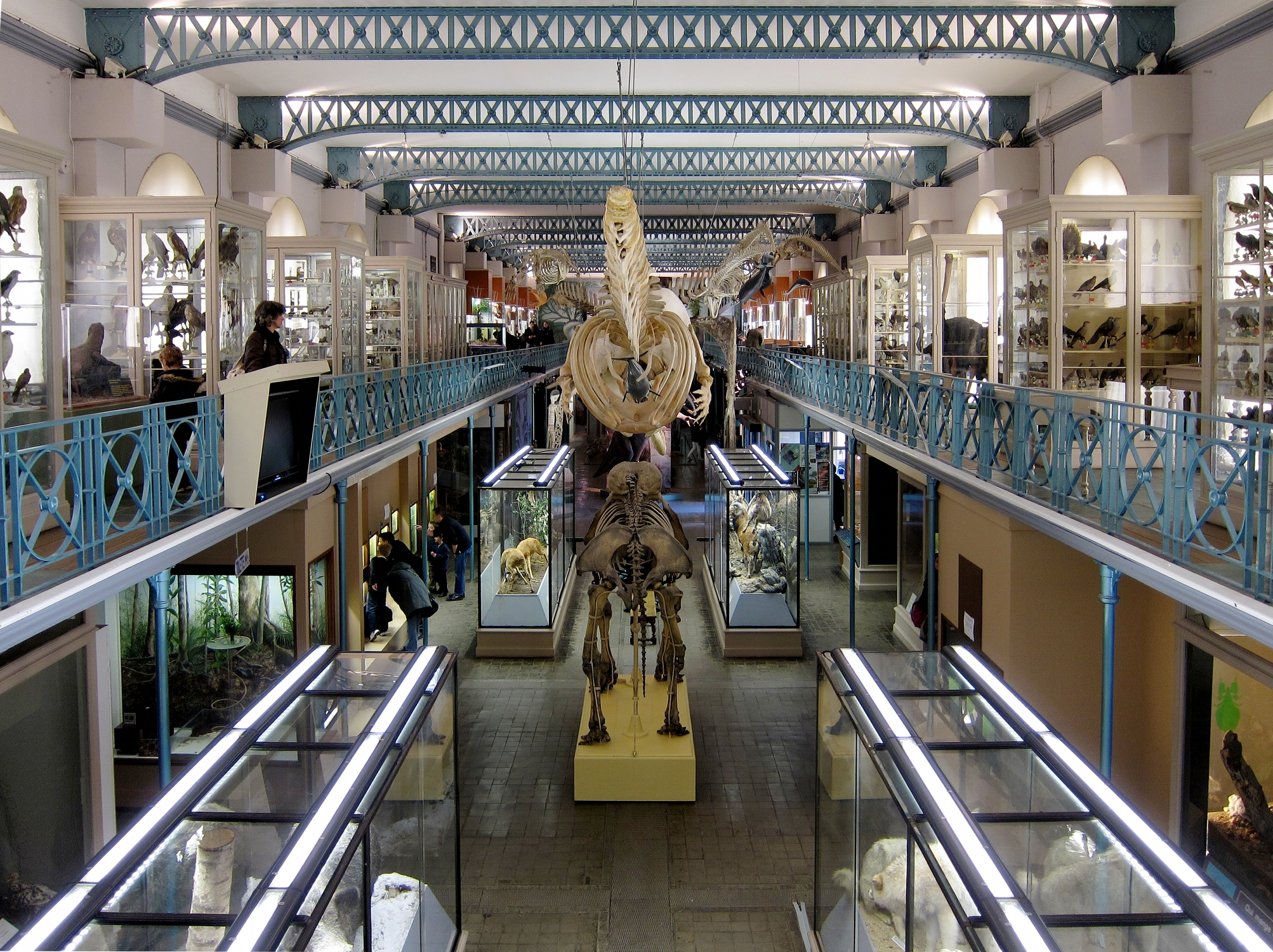
内部

里尔自然史博物馆（Musée d'Histoire Naturelle de Lille）成立于1822年，设有动物学和地质学部，位于里尔布鲁塞尔街19号。